# Batalha de Islandbridge
A Batalha de Islandbridge, também chamada de Batalha de Áth Cliath, ocorreu em 14 de setembro de 919, entre uma coalizão de irlandeses nativos, liderada por Niall Glúndub, soberano do Uí Néill do Norte e Alto Rei da Irlanda, e os vikings do Uí Ímair, baseados em Dublin, liderados por Sitric Cáech. Foi uma de uma série de batalhas iniciadas pelos nativos irlandeses para tentar expulsar os vikings do Uí Ímair da Irlanda. A batalha foi uma vitória decisiva para Sitric Cáech e os Uí Ímair, com Niall Glúndub e cinco outros reis irlandeses morrendo na batalha.

## Antecedentes
Os vikings governantes de Dublin, os Uí Ímair, haviam sido expulsos da cidade em 902 por uma força conjunta liderada por Máel Finnia mac Flannacán, dominando Brega e Cerball mac Muirecáin, dominando Leinster. No entanto, esta expulsão foi temporária e os ataques vikings continuaram nos assentamentos irlandeses. Em 914, uma grande frota viking navegou para a cidade de Waterford, anteriormente controlada pelos vikings, e no ano seguinte mais vikings se estabeleceram em Limerick, embora Dublin permanecesse fora do controle de Uí Ímair. Em 917, dois membros proeminentes do Uí Ímair, Ragnall e Sitric Cáech, netos de Ímar, navegaram frotas separadas para a Irlanda, Ragnall desembarcando em Waterford e Sitric Cáech desembarcando em Cenn Fuait em Leinster. Vários reis irlandeses nativos reuniram forças para tentar expulsar os vikings mais uma vez, incluindo Niall Glúndub, over-king do norte de Uí Néill e Alto Rei da Irlanda, e Augaire mac Ailella, over-king de Leinster. Os vikings lutaram e ganharam uma vitória contra Niall Glúndub e os homens do Uí Néill na Batalha de Mag Femen em Brega, e depois ganharam outra vitória contra Augaire mac Ailella e os homens de Leinster em Cenn Fuait. Sitric liderou seus homens em um retorno triunfal a Dublin, restabelecendo o domínio viking e instalando-se como rei, enquanto Ragnall retornou à Inglaterra.

## Batalha
Em 919, vários reis irlandeses se uniram para tentar expulsar os vikings de Dublin mais uma vez. Os reis conhecidos que participaram desta coalizão foram Niall Glúndub do norte de Uí Néill, Áed mac Eochocáin de Ulster, Máel Mithig mac Flannacain de Brega, Mael Craibe mac Duibsinig de Airgíalla, Conchobar mac Flainn de Mide e Cellach mac Fogartaig de Brega do Sul. A historiadora Clare Downham sugeriu que Niall Glundub e os outros reis foram encorajados pela saída de Ragnall da Irlanda para tentar novamente forçar a saída do Uí Ímair. As forças de Sitric e Niall se encontraram perto de Islandbridge, no atual Condado de Dublin, no dia quatorze de setembro. Os Anais dos Quatro Mestres descrevem as palavras de Niall antes da batalha:
Quem quiser um chefe salpicado, e uma espada de feridas dolorosas, e um dardo verde para ferir miseráveis, deixe-o ir de manhã cedo para Áth Cliath. 
A batalha foi uma vitória esmagadora para os vikings; Niall e cinco de seus reis aliados morreram na batalha ao lado de muitos outros nobres irlandeses. Os seis reis mortos foram Niall Glúndub do norte de Uí Néill, Áed mac Eochocáin de Ulster, Máel Mithig mac Flannacain de Brega, Mael Craibe mac Duibsinig de Airgíalla, Conchobar mac Flainn de Mide e Cellach mac Fogartaig de Brega do Sul. Outras baixas notáveis incluem um dos parentes de Niall Glúndub, um membro da dinastia governante do sul de Uí Néill, e Eiremón mac Cennétig, chefe do Cenél Maine.
O fracasso desta coalizão em expulsar os vikings garantiu que o domínio do Uí Ímair em Dublin permanecesse forte. No entanto, a guerra entre os vikings e os irlandeses nativos continuou, e no ano seguinte houve uma batalha entre os vikings de Dublin e Donnchad Donn, o irmão do rei morto Conchobar mac Flainn e o novo Alto Rei da Irlanda.

## Notes
1. ↑  The exact location of "Cenn Fuait" is uncertain. The Annals of Ulster describe Cenn Fuait as being on the airer of Leinster. Airer is an Irish word meaning "coast" or "border region". Suggestions for the location include Confey near modern-day Leixlip, County Kildare and St Mullin's, County Carlow.[3]
2. ↑  King Augaire died in the battle.[5]